# Fred Dutton (Jazzmusiker)
Frederic M. „Fred“ Dutton (* 26. April 1928 in San José, Kalifornien) ist ein US-amerikanischer Jazzmusiker (Bass, Fagott, Kontrafagott).
Er studierte 1947 bis 1955 am State College in San José Musik und war Mitglied im ersten Quartett von Dave Brubeck (1951), wo er Bass und Fagott spielte. Er nahm auch mit Brubeck auf sowie als Mitglied des Chamber Jazz Sextet, das nach dem Vorbild des Modern Jazz Quartet gegründet wurde und von 1956 bis 1958 bestand. 1958 war er im Joe Castro Trio und trat in Europa mit Bent Jädig, Romano Mussolini und Hans Koller auf.
Er nahm u. a. mit Stan Getz auf. Tom Lord verzeichnet 13 Aufnahme-Sessions von 1951 bis 1963.

## Lexikalischer Eintrag
- Carlo Bohländer, Karl Heinz Holler, Christian Pfarr: Reclams Jazzführer. 3., neubearbeitete und erweiterte Auflage. Reclam, Stuttgart 1989, ISBN 3-15-010355-X.